# Балькайра-д'Уржель
Балькайра-д'Уржель — муніципалітет у регіоні Ногера, Каталонія, Іспанія.